# Економска и монетарна заједница Централне Африке
Економска и монетарна заједница Централне Африке (фр. Communauté Économique et Monétaire de l'Afrique Centrale), или скраћено CEMAC, је организација земаља Централне Африке формирана да би промовисала економске интеграције земаља које користе исту валуту - ЦФА франак. 
CEMAC је настављач Царинске и економске уније Централне Африке (UDEAC), коју је потпуно потиснула јуна 1999. године (путем споразума из 1994. године). 
Земље чланице су Габон, Екваторијална Гвинеја, Камерун, Конго, Централноафричка Република и Чад.
24. јануара 2004. Европска унија је склопила финансијски споразум са земљама ECCAS-а и CEMAC-а, под условом да се ECCAS и CEMAC удруже у једну групацију, где би ECCAS преузео одговорност за мир и безбедност у региону преко пакта COPAX.
CEMAC је један од стубова Афричке економске заједнице, али су њене чланице везане путем Економске заједнице Централноафричких држава (ECCAS).